# Стюдентизація
У науці статистиці Стюдентизація (з англ. studentization, названа на честь статистика Вільяма Сілі Госсета, який писав під псевдонімом "Стюдент") — це поправка, що полягає в розподілі статистики першого ступеня, отриманої за вибіркою, на вибіркову оцінку стандартного відхилення сукупності. Цей термін також використовується для стандартизації статистики вищого ступеня за іншою статистикою того ж ступеня:   наприклад, оцінка третього центрального моменту буде стандартизована шляхом ділення на куб стандартного відхилення вибірки.
Простий приклад — це процес поділу середнього значення вибірки на стандартне відхилення вибірки, коли дані належать до сімейства ймовірнісних розподілів масштабованих за розташуванням (зсувом). Наслідком "Стюдентизації" є те, що складність обробки розподілу ймовірностей середнього значення, яке залежить як від розташування, так і від параметрів шкали (масштабу), було зведено до розгляду розподілу, який залежить тільки від параметра розташування. Однак той факт, що використовується вибіркове стандартне відхилення, а не невідоме стандартне відхилення сукупності, ускладнює математику обчислення розподілу ймовірностей досліджуваної Стюдентизованої статистики.
У обчислювальній статистиці ідея використання Стюдентизованої статистики має певне значення для розвитку довірчих інтервалів з покращеними властивостями в контексті передискретизації та, зокрема, бутстерпінгу . 

## Приклади
- Стюдентизований діапазон
- Стюдентизований залишок

## Дивись також
- Ключова кількість